# Катаев, Турганбек Катаевич
Турганбек Катаевич Катаев — советский хозяйственный, государственный и политический деятель.

## Биография
Родился в 1919 году в ауле Кайбике. Член КПСС.
С 1938 года — на хозяйственной, общественной и политической работе.
В 1938—1983 годы — бухгалтер колхоза, участник Великой Отечественной войны, командир отделением, командир расчёта противотанкового орудия, политрук роты, комсорг батальона, инструктор, заведующий кабинетом, заведующий отделом Илийского райкома партии, инструктор, заведующий сектором ЦК Компартии Казахстана, заведующий отделом Южно-Казахстанского обкома партии, слушатель ВПШ, заведующий отделом Павлодарского обкома партии, слушатель АОН, заместитель заведующего отделом пропаганды и агитации ЦК Компартии Казахстана, секретарь Алма-Атинского обкома партии, заведующий отделом науки и учебных заведений ЦК Компартии Казахстана, министр высшего и среднего специального образования Казахской ССР.
Избирался депутатом Верховного Совета Казахской ССР 9-10-го созыва.
Умер в Алма-Ате в 2014 году.